# Airlock Alpha
Airlock Alpha, anteriormente conhecido com SyFy Portal, é um site de notícias de entretenimento focado em séries de televisão e filmes de ficção científica, fantasia e comic book.

## Premiação
Airlock Alpha criou, ainda com o nome de SyFy, o SyFy Genre Awards em 1999, que premia quase todo ano trabalhos e atores da televisão e do cinema. A escolha dos vencedores é feita por voração dos fãs. A premiação foi depois renomeada como Portal Awards. Eles são creditados como a premiação mais duradoura.